# Galicia Calidade

logo de Galicia Calidade

Galicia Calidade (en español, Galicia Calidad) es una marca de garantía promovida por la Junta de Galicia. Dicha marca se exhibe en multitud de productos locales, principalmente alimenticios, mediante un característico y publicitado logotipo con el fin de acreditar su calidad y promocionarlos fuera de Galicia. La empresa pública Galicia Calidade S.A, dependiente de la Consejería de Industria y Comercio de la Junta de Galicia, se encarga de la gestión y control de la marca de garantía a aquellas empresas que la han obtenido.